# Långtjärnen (Borgsjö socken, Medelpad, 695206-150450)
Långtjärnen är en sjö i Ånge kommun i Medelpad och ingår i Ljungans huvudavrinningsområde. Sjön har en area på 0,0123 kvadratkilometer och ligger 398,2 meter över havet. Långtjärnen ligger i Jämtgaveln Natura 2000-område.

## Delavrinningsområde
Långtjärnen ingår i det delavrinningsområde (695209-150421) som SMHI kallar för Utloppet av Långtjärnen. Medelhöjden är 412 meter över havet och ytan är 0,25 kvadratkilometer. Räknas de 2 avrinningsområdena uppströms in blir den ackumulerade arean 1,14 kvadratkilometer. Vattendraget som avvattnar avrinningsområdet har biflödesordning 4, vilket innebär att vattnet flödar genom totalt 4 vattendrag innan det når havet efter 113 kilometer. Avrinningsområdet består mestadels av skog (100 procent).